# Las inclemencias del amor
Las inclemencias del amor (en hangul, 기상청 사람들: 사내연애 잔혹사 편; RR: Gisangcheong Saramdeul: Sanaeyeonae Janhoksa Pyeon; literalmente Gente de la Agencia Meteorológica: la crueldad del romance interno; título inglés: Forecasting Love and Weather) es una serie de televisión surcoreana dirigida por Cha Young-hoon y protagonizada por Park Min-young, Song Kang, Yoon Park y Yura. Se emitió desde el 12 de febrero de 2022 por el canal JTBC, los sábados y domingos a las 22:30 (KST). Se transmite también a través de la plataforma Netflix.

## Sinopsis
Un melodrama de oficina que representa la vida laboral y amorosa de las personas que trabajan en la Administración Meteorológica de Corea, que es más calurosa que las noches tropicales y más indispensable que las fuertes lluvias locales. Representa la alegre historia de amor de personas que se quiebran, caen y se levantan de nuevo, y cómo crecen juntas cada día.
Jin Ha-kyung se ha alejado, por elección, del resto de sus colegas, ya que prefiere seguir las reglas y mantener separadas la vida personal y la profesional. Sin embargo, cuando entra como empleado el espíritu libre de Lee Si-woo, impresiona a Ha-kyung a través de su inteligencia y su obsesión con el clima, y lentamente comienza a derribar las barreras que Jin Ha-kyung ha construido alrededor de su corazón.

## Reparto

### Protagonistas
- Park Min-young como Jin Ha-kyung, meteoróloga del Equipo 2 de la Administración Meteorológica de Corea (KMA). Ella es una persona que puede trabajar cuando se trata de trabajar, autogestionarse cuando se trata de autogestionarse y es sencilla en todo.[7][8]
- Song Kang como Lee Si-woo, miembro del Equipo 2 de la KMA. Es el dueño de un pensamiento poco convencional y un espíritu libre que no está atado por nada.[7]
- Yoon Park como Han Ki-joon, miembro de la oficina del portavoz de la KMA y novio de Ha-kyung. Ki-joon es tan lógico y persuasivo como es su apariencia seria. Dado que ha sido un estudiante modelo toda mi vida, su tolerancia al fracaso es bastante baja.[7][9]
- Yoora como Chae Yoo-jin, periodista meteorológica y novia de Si-woo. Cuando le asignaron este sector, al principio pensó que era aburrido, pero se enamoró del clima impredecible y de la Agencia Meteorológica, donde los accidentes nunca cesan.[7][10]

### Reparto secundario
- Kim Mi-kyung como Bae Soo-ja, la madre de Ha-kyung.[11]
- Bae Myung-jin como Park Joo-moo, un oficial que ayuda a Ko Bong-chan, el jefe de la oficina de pronósticos de la KMA.[12][13]
- Moon Tae-yoo como Shin Seok-ho.[14]
- Lee Tae-geom como meteorólogo del vecindario.[15]
- Kwon Hae-hyo como Ko Bong-chan, jefe de la oficina de pronósticos de la KMA.[16]
- Lee Sung-wook como Uhm Dong-han, que pasa de una oficina periférica, lejos de su familia en Seúl, a la sede central de la KMA, en el Equipo 2.
- Yoon Sa-bong como Oh Myung-joo, miembro del Equipo 2 de la KMA. Es madre de dos hijos, con los niveles más altos de dificultades de crianza. Después del matrimonio, tomó más licencia parental que los días que trabajó para concebir y dar a luz.[17][18]
- Chae Seo-eun como Kim Soo-jin, una pronosticadora a corto plazo que se convirtió en funcionaria con excelentes calificaciones.[19]
- Jung Woon-sun como Jin Tae-kyung, la hermana mayor de Ha-kyung, es dibujante de cuentos.
- Jang So-yeon como Lee Hyang-rae, la mujer de Dong-han.[20]
- Lee Seung-joo como Uhm Bo-mi, la hija adolescente de Dong-han.
- Jeon Bae-soo como Lee Myung-han, padre de Si-woo.[21]

### Apariciones especiales
- Kim Jong-tae como el director Choi Jong-soo, un miembro de la Sede de KMA, del Equipo 2 de la Oficina de Pronósticos.
- Seo Jung-yeon como Sung Mi-jin, dirigente del Centro de Tifones de Jeju y experta en el pronóstico de tifones.[22]
- Yoon Bok-in como la madre de Chae Yoo-jin.
- Seo Hyun-cheol como el padrastro de Chae Yoo-jin.[23]

## Banda sonora original
| Parte | Fecha de publicación  | N.º | Título                                                  | Letra           | Música                                          | Artista               | Duración |
| ----- | --------------------- | --- | ------------------------------------------------------- | --------------- | ----------------------------------------------- | --------------------- | -------- |
| 1     | 20 de febrero de 2022 | 1   | Melting (사르르쿵)                                      | Cheeze          | Cheeze, Midnight                                | Cheeze                | 3:06     |
| 1     | 20 de febrero de 2022 | 2   | Melting (사르르쿵) (inst.)                              |                 | Cheeze, Midnight                                |                       | 3:06     |
| 2     | 27 de febrero de 2022 | 1   | Mind Warning (마음주의보)                               | Gaemi, Yoda     | Kim Se-jin                                      | Onew                  | 3:49     |
| 2     | 27 de febrero de 2022 | 2   | Mind Warning (마음주의보)(inst.)                        |                 | Kim Se-jin                                      |                       | 3:49     |
| 3     | 6 de marzo de 2022    | 1   | Promise You                                             | Gaemi, Midnight | Gaemi                                           | Cho Kyu-hyun          | 4:11     |
| 3     | 6 de marzo de 2022    | 2   | Promise You (inst.)                                     |                 | Gaemi                                           |                       | 4:11     |
| 4     | 12 de marzo de 2022   | 1   | Something Precious (사소중한 게 생겼나 봐)              | Yang Jae-sun    | Abe Song, Glody, Raid                           | Rothy                 | 3:29     |
| 4     | 12 de marzo de 2022   | 2   | Something Precious (사소중한 게 생겼나 봐) (inst.)      |                 | Abe Song, Glody, Raid                           |                       | 3:29     |
| 5     | 13 de marzo de 2022   | 1   | The Day You were Falling (니가 내리는 날에)             | Gaemi, Midnight | Gaemi                                           | John Park             | 4:24     |
| 5     | 13 de marzo de 2022   | 2   | The Day You were Falling (니가 내리는 날에) (inst.)     |                 | Gaemi                                           |                       | 4:24     |
| 6     | 19 de marzo de 2022   | 1   | I Love You This Much (이만큼 난 너를 사랑해)            | Gadle, Gat      | Gat                                             | Punch (Bae Jin-young) | 3:42     |
| 6     | 19 de marzo de 2022   | 2   | I Love You This Much (이만큼 난 너를 사랑해) (inst.)    |                 | Gat                                             |                       | 3:42     |
| 7     | 20 de marzo de 2022   | 1   | Even If It Hurts A Little More (조금 더 아파도)         | Gadle, Gat      | Gat, Midnight                                   | Kim Na-young          | 3:56     |
| 7     | 20 de marzo de 2022   | 2   | Even If It Hurts A Little More (조금 더 아파도) (inst.) |                 | Gat, Midnight                                   |                       | 3:56     |
| 8     | 27 de marzo de 2022   | 1   | Abnormal Climate (이상기후)                             | Giriboy         | Giriboy, Basecamp                               | Giriboy               | 4:06     |
| 8     | 27 de marzo de 2022   | 2   | Abnormal Climate (이상기후) (inst.)                     |                 | Giriboy, Basecamp                               |                       | 4:06     |
| 9     | 2 de abril de 2022    | 1   | Open Your Heart                                         | Heo Seong-jin   | Heo Seong-jin, Maria Marcus, Louise Frick Sveen | Lyn                   | 3:45     |
| 9     | 2 de abril de 2022    | 2   | Open Your Heart (inst.)                                 |                 | Heo Seong-jin, Maria Marcus, Louise Frick Sveen |                       | 3:45     |

## Producción
El 10 de marzo de 2021 se anunció que se estaba preparando la serie, coproducida por Npio Entertainment y JTBC Studio, que su autor sería Seon Yeong, perteneciente al grupo creativo llamado Gline dirigido por el escritor Kang Eun-kyung, y que el director sería Cha Young-hoon, también responsable de Cuando la camelia florece. El rodaje se programó para ese verano, tan pronto como concluyera la composición del reparto.
La JTBC al crear un nuevo drama relacionado con el clima y para prepararse, obtuvo detalles para el drama consultando y buscando el consejo de portavoces, meteorólogos y meteorólogos asociados de la vida real durante seis meses.
La agencia de los actores Park Min-young y Song Kang, Namoo Actors, había comunicado el día anterior, 9 de marzo, que ambos habían recibido una oferta para participar en la nueva serie y que la estaban evaluando. En mayo, Yura  y Yoon Park se unieron al reparto, según comunicaron las agencias de ambos, Awesome ENT y Npio Entertainmente respectivamente.
La lectura del guion se realizó en el verano de 2021, en las oficinas de jTBC en Sangam-dong, con la presencia del director, el autor y los protagonistas. Imágenes de la misma se publicaron en YouTube.
El 19 de octubre, la protagonista Park Min-young publicó fotos desde el set de rodaje.
El tráiler de la serie se publicó el 18 de enero de 2022. Mientras que la conferencia de prensa en línea fue realizada el 11 de febrero de 2022.

## Recepción

### Índices de audiencia
| Temporada | Temporada | Episodio número | Episodio número | Episodio número | Episodio número | Episodio número | Episodio número | Episodio número | Episodio número | Episodio número | Episodio número | Episodio número | Episodio número | Episodio número | Episodio número | Episodio número | Episodio número | Promedio |
| Temporada | Temporada | 1               | 2               | 3               | 4               | 5               | 6               | 7               | 8               | 9               | 10              | 11              | 12              | 13              | 14              | 15              | 16              | Promedio |
| --------- | --------- | --------------- | --------------- | --------------- | --------------- | --------------- | --------------- | --------------- | --------------- | --------------- | --------------- | --------------- | --------------- | --------------- | --------------- | --------------- | --------------- | -------- |
|           | 1         | 1.103           | 1.306           | 1.692           | 1.812           | 1.406           | 1.615           | 1.677           | 1.785           | 1.503           | 1.844           | 1.747           | 1.799           | 1.718           | 1.634           | 1.315           | 1.627           | 1.599    |

| Episodio                                                                               | Fecha de emisión      | Participación de audiencia (Nielsen Korea) </ref> | Participación de audiencia (Nielsen Korea) </ref> |
| Episodio                                                                               | Fecha de emisión      | Nacional                                          | Seúl                                              |
| -------------------------------------------------------------------------------------- | --------------------- | ------------------------------------------------- | ------------------------------------------------- |
| 1                                                                                      | 12 de febrero de 2022 | 4,514 % (3.º)                                     | 5,557 % (2.º)                                     |
| 2                                                                                      | 13 de febrero de 2022 | 5,455 % (1.º)                                     | 5,998 % (1.º)                                     |
| 3                                                                                      | 19 de febrero de 2022 | 6,787 % (1.º)                                     | 7,342 % (1.º)                                     |
| 4                                                                                      | 20 de febrero de 2022 | 7,849 % (1.º)                                     | 9,046 % (1.º)                                     |
| 5                                                                                      | 26 de febrero de 2022 | 6,103 % (2.º)                                     | 7,333 % (1.º)                                     |
| 6                                                                                      | 27 de febrero de 2022 | 7,007 % (1.º)                                     | 8,120 % (1.º)                                     |
| 7                                                                                      | 5 de marzo de 2022    | 6,448 % (2.º)                                     | 7,401 % (1.º)                                     |
| 8                                                                                      | 6 de marzo de 2022    | 7,514 % (1.º)                                     | 8,723 % (1.º)                                     |
| 9                                                                                      | 12 de marzo de 2022   | 6,421 % (2.º)                                     | 7,236 % (2.º)                                     |
| 10                                                                                     | 13 de marzo de 2022   | 7,555 % (2.º)                                     | 8,805 % (1.º)                                     |
| 11                                                                                     | 19 de marzo de 2022   | 7,232 % (2.º)                                     | 8,473 % (2.º)                                     |
| 12                                                                                     | 20 de marzo de 2022   | 7,618 % (2.º)                                     | 8,521 % (1.º)                                     |
| 13                                                                                     | 26 de marzo de 2022   | 7,068 % (2.º)                                     | 8,203 % (2.º)                                     |
| 14                                                                                     | 27 de marzo de 2022   | 6,828 % (1.º)                                     | 7,578 % (1.º)                                     |
| 15                                                                                     | 2 de abril de 2022    | 5,650 % (2.º)                                     | 6,113 % (2.º)                                     |
| 16                                                                                     | 3 de abril de 2022    | 7,344 % (1.º)                                     | 8,316 % (1.º)                                     |
| Promedio                                                                               | Promedio              | 6,712 %                                           | 7,673 %                                           |
| En la tabla superior, en azul aparecen los índices más bajos, y en rojo los más altos. |                       |                                                   |                                                   |

### Crítica
En su comentario de los primeros capítulos de la serie, Tanu I. Raj (New Musical Express) le concede cuatro estrellas de cinco posibles. Muestra sus dudas iniciales ante lo poco atractivo del título, confirmadas por lo que muestran los primeros minutos. SIn embargo, tras una lluvia inesperada «se perfila como un drama verdaderamente refrescante, emotivo y sublime». En los desarrollos de las historias de Ha-kyung y el de Si-woo, «construidos de manera constante, bella y contextualizada durante el episodio, que uno se da cuenta de que el director Cha Young-hoon y el escritor Kang Eun-kyung pueden haber encontrado oro en sus sublimes conexiones entre el clima y el amor».
También sobre el primer episodio se expresa así Greg Wheeler (The Review Geek): «¿Quién sabía que la meteorología podría ser tan emocionante? Forecasting Love and Weather comienza este nuevo drama de sábado/domingo con un drama sólido, entrelazado con el clima. Con la fuerte lluvia, esto funciona para tipificar la loca montaña rusa emocional de Ha-Kyung, mientras que la brillante luz del sol se representa para Si-Woo, reflejando su propio estado de ánimo».

### Presencia en medios de comunicación y redes sociales
El 15 de febrero de 2022, Good Data Corporation compartió su nueva clasificación de los dramas y miembros del elenco que generaron más revuelo durante la semana. Las listas se compilaron a partir del análisis de artículos de noticias, publicaciones de blogs, comunidades en línea, videos y publicaciones en redes sociales sobre los dramas que están actualmente al aire o que saldrán al aire próximamente. La serie obtuvo el puesto número 2 en la lista de dramas más comentados de la semana. Mientras que los actores Park Min-young, Song Kang y Yoon Park ocuparon los puestos 3, 4 y 10 dentro de los diez miembros del elenco más comentados de la semana.
En la clasificación del 22 de febrero de 2022, la serie obtuvo nuevamente el puesto número 2 en la lista de dramas más comentados de la semana. Los actores Song Kang y Park Min-young ocuparon los puestos 4 y 5 dentro de los diez miembros del elenco más comentados de la semana. En la clasificación del 2 de marzo de 2022, la serie obtuvo el puesto número 2, en tanto que Song Kang y Park Min-young ocuparon los puestos 4 y 6 respectivamente. En la clasificación del 8 de marzo de 2022, la serie obtuvo el puesto número 4, mientras que la actriz Park Min-young ocupó el puesto 10.
En la clasificación del 15 de marzo de 2022, la serie obtuvo el puesto número 5 en la lista de dramas, más comentados de la semana. Mientras que el actor Song Kang ocupó el puesto número 10 dentro de los diez miembros del elenco más comentados de la semana.
En la clasificación del 22 de marzo de 2022, la serie obtuvo el puesto número 4 en la lista de dramas, más comentados de la semana. Mientras que el actor Song Kang ocupó el puesto número 9 dentro de los diez miembros del elenco más comentados de la semana.
En la clasificación del 29 de marzo de 2022, la serie obtuvo nuevamente el puesto número 4 en la lista de dramas, más comentados de la semana.
En la clasificación del 5 de abril de 2022, la serie obtuvo nuevamente el puesto número 3 en la lista de dramas, más comentados de la semana.

## Premios y nominaciones
| Año  | Premios                 | Categoría                   | Candidato      | Resultado | Ref.          |
| ---- | ----------------------- | --------------------------- | -------------- | --------- | ------------- |
| 2022 | 13.º Korea Drama Awards | Premio a la gran excelencia | Park Min-young | Nominada  | [ 69 ] [ 70 ] |